# Congresso anarchico di Carrara (1965)
Il Congresso anarchico riunitosi a Carrara dal 31 ottobre al 5 novembre 1965 è l'ottavo congresso nazionale della Federazione anarchica italiana. In sede congressuale i dissidi relativi all'approvazione del nuovo Patto associativo provocarono una scissione e la conseguente nascita dei Gruppi di iniziativa anarchica.

## Le premesse
La fase precongressuale si caratterizzò per il dibattito sull'opportunità di dotare la federazione di una struttura organizzativa più definita e di un Patto associativo con norme vincolanti per gli associati, a favore si schierarono tra gli altri Umberto Marzocchi, Mario Mantovani, Gino Cerrito. Contrari erano invece Armando Borghi, Pio Turroni, Luciano Farinelli, Aurelio Chessa, questi ultimi crearono la testata Iniziativa anarchica per cercare di orientare la discussione a favore delle loro tesi. Altro elemento di discussione fu la gestione del settimanale Umanità Nova da parte del redattore Armando Borghi in particolare per quanto riguardava il giudizio da dare sulla attività degli anarchici cubani in esilio e sulla questione cubana in generale. A Borghi veniva anche addebitato, da parte di alcuni, un eccesso di personalismo nella gestione del periodico. In un convegno nazionale svoltosi a Bologna nel maggio 1965 diversi gruppi si dichiararono a favore di "una organizzazione impegnata e orientata".

## Il congresso
In sede congressuale si decise di affidare la direzione collegiale di Umanità Nova a Mario Mantovani (in precedenza redattore de Il Libertario di Milano) e a Umberto Marzocchi. I due sarebbero stati coadiuvati da un comitato redazionale-amministrativo con il compito anche di valutare l'opportunità della pubblicazione di articoli "controversi".

La discussione più accesa fu però sulla formulazione del nuovo Patto associativo, nonostante che entrambe le fazioni dichiarassero di richiamarsi al pensiero di Errico Malatesta e al patto associativo dell'Unione anarchica italiana (1920). Il Patto associativo approvato dalla maggioranza prevedeva che le decisioni congressuali impegnassero "moralmente e finanziariamente tutta l'Associazione", la minoranza interpretò questo decisione come un cedimento al principio arscinovista della "responsabilità collettiva". Ivan Guerrini e Michele Damiani presentarono un progetto associativo alternativo che tuttavia non venne neppure posto in discussione. Di conseguenza la minoranza decise di abbandonare il congresso.

## La nascita dei Gruppi di iniziativa anarchica
A seguito della rottura i dissidenti si riunirono a Pisa il 19 dicembre 1965 decidendo di costituire i Gruppi di iniziativa anarchica. La nuova federazione si dotò di un proprio organo quindicinale intitolato L'Internazionale, affidato alla direzione di Luciano Farinelli.